# She Wolf (Falling to Pieces)
She Wolf (Falling to Pieces) – piosenka Davida Guetty wydana 21 sierpnia 2012 roku jako pierwszy singel z albumu Nothing but the Beat 2.0. W utworze gościnnie wystąpiła Sia, która wystąpiła wcześniej z Guettą w piosence Titanium.

## Notowania
| Lista (2012)                            | Najwyższa pozycja |
| --------------------------------------- | ----------------- |
| Australia (Top 50 Singles)              | 11                |
| Austria (Ö3 Austria Top 40)             | 3                 |
| Belgia (Flandria) (Ultratop 50 Singles) | 12                |
| Belgia (Wallonia) (Ultratop 50 Singles) | 9                 |
| Dania (Track Top-40)                    | 7                 |
| Francja (Top 200 Singles)               | 7                 |
| Hiszpania (Top 50 Singles)              | 13                |
| Holandia (Single Top 100)               | 6                 |
| Irlandia (Top 50 Singles)               | 6                 |
| Kanada (Billboard Canadian Hot 100)     | 35                |
| Norwegia (Top 20 Singles)               | 4                 |
| Nowa Zelandia (Top 40 Singles)          | 19                |
| Polska (ZPAV)                           | 5                 |
| Szwajcaria (Singles Top 100)            | 4                 |
| Szwecja (Top 60 Singles)                | 15                |
| Wielka Brytania (Singles Top 100)       | 14                |

## Historia wydania
| Kraj          | Data             | Format           | Wytwórnia    |
| ------------- | ---------------- | ---------------- | ------------ |
| Australia     | 21 sierpnia 2012 | Digital download | What A Music |
| Nowa Zelandia | 21 sierpnia 2012 | Digital download | What A Music |
| Polska        | 21 sierpnia 2012 | Digital download | What A Music |
| Niemcy        | 21 sierpnia 2012 | Digital download | EMI          |
| Niemcy        | 24 sierpnia 2012 | CD               | EMI          |
| Niemcy        | 31 sierpnia 2012 | LP               | EMI          |
| Francja       | 3 września 2012  | CD               | Virgin       |
| Włochy        | 18 września 2012 | CD, LP           | Virgin       |